# 무토우 유우기
무토우 유우기(武藤 遊戯)는 유희왕 또는 유희왕 듀얼몬스터즈의 주인공으로, 한국판 명칭은 유희.

## 소개
성우(평소의 모습) - 오가타 메구미 / 카자마 슌스케 / 구자형(SBS) / 엄상현(대원)
성우 - 카자마 슌스케 / 구자형(어둠의 유희), 엄상현 (유희의 평소 모습)
유희왕 DM의 주인공으로 성격이 소심하여 친구가 없는 외톨이였으나, 천년 퍼즐(천년 아이템중 한 개)을 맞춘 후, 또다른 인격인 어둠의 유우기(어둠의 유우기, 파라오의 영혼)와 인격을 공유하게 된다. 어둠의 유우기는 카드게임에서 백전백승(百戰百勝)이며, 카드게임에 천재적인 소질을 갖고있다. 스토리 전개는 주로 어둠의 유우기를 중심으로 이야기가 전개된다. 그러나 유우기는 나중에 어둠의 유희를 이기게 된다. 주로 사용하는 카드는 [블랙 매지션], 주 사용 덱은 마법사+전사외 다양한 카드를 섞어놓은 덱이다.

## 어둠의 유우기
어둠의 유우기(闇遊戯)는 무토우 유우기의 또 다른 인격이다. 사실은 고대 이집트의 이름 없는 파라오이다. 나중에 밝혀진 이름은 아템이다. 성우는 무토우 유우기와 똑같은 오가타 메구미 / 카자마 슌스케 / 구자형 키는 무토우 유우기와 차이가 없으나 연출상으로는 무토오 유우기보다 약간 크다.
1. ↑  후에 '블랙매지션걸'로